# Rheinland-Pfälzische Personendatenbank
Die Rheinland-Pfälzische Personendatenbank (RPPD) ist eine Internet-Datenbank aus Kurzbiographien von Personen, die in Rheinland-Pfalz gelebt oder gewirkt haben. Sie wird an vier Wissenschaftlichen Bibliotheken in Rheinland-Pfalz bearbeitet: Rheinische Landesbibliothek Koblenz, Pfälzische Landesbibliothek Speyer (beide Landesbibliothekszentrum Rheinland-Pfalz), Stadtbibliothek Mainz, Stadtbibliothek Trier. Gehostet wird die RPPD vom Landesbibliothekszentrums Rheinland-Pfalz.
Bei den Recherchen für die Rheinland-Pfälzische Bibliographie tauchen oft auch biographische Informationen auf. Im Jahr 2004 wurde daraus die Idee einer eigenen Datenbank entwickelt. Anlässlich des 60-jährigen Bestehens des Landes Rheinland-Pfalz wurde sie im Mai 2007 für die Öffentlichkeit freigegeben.
Kriterium für die Aufnahme ist, dass eine Person auf dem Gebiet des heutigen Rheinland-Pfalz (auch vor der Gründung des Bundeslandes 1946) geboren wurde, gestorben ist oder längere Zeit dort gewirkt hat. Grundvoraussetzung ist, dass die Person von öffentlichem Interesse ist. Im August 2019 waren über 12.000 Personen seit der Römerzeit verzeichnet. Mit Genehmigung der Rechteinhaber wurden auch Daten aus gedruckten biographischen Nachschlagewerken übernommen. Soweit es verstorbene Personen betrifft, sind die Namenregister seit März 2012 auch in das Biographie-Portal und seit 2014 als Partner in die Deutsche Biographie integriert. Ein Datensatz besteht aus folgenden Angaben (sofern ermittelbar): Namensformen, Geschlecht, Lebensdaten, Lebens- und Wirkungsorte, Berufe, Fachgebiete, Beziehungen zu anderen Personen (innerhalb und außerhalb der RPPD), eigene Werke, Quellen, biographischer Text. Alle diese Angaben sind auch recherchierbar.